# Asking Alexandria
Gli Asking Alexandria sono un gruppo musicale Crabcore britannico fondato nel 2008 a York, North Yorkshire.

## Storia del gruppo

### Primi anni (2003-2009)

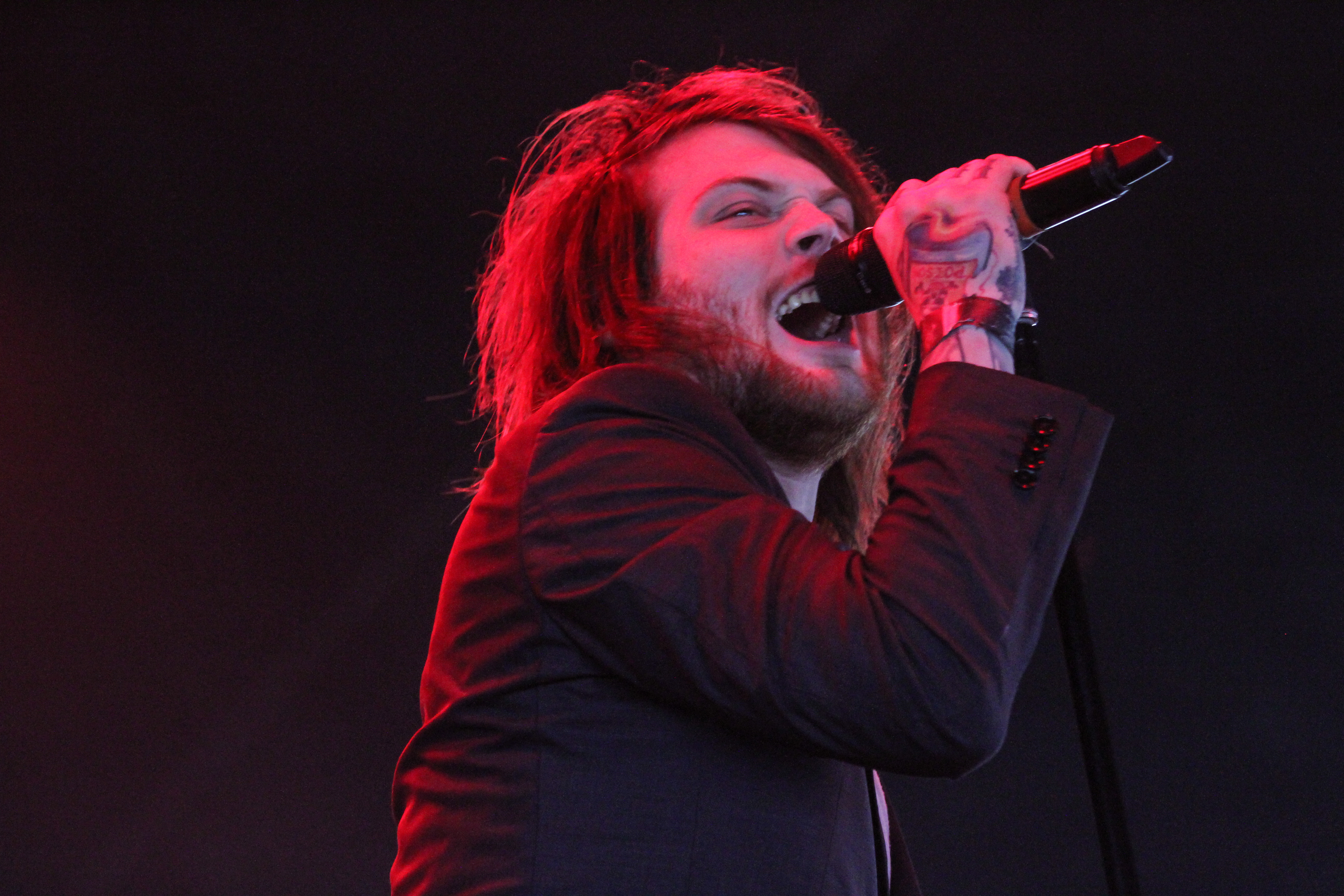
Danny Worsnop

Il gruppo è stato inizialmente formato dal chitarrista Ben Bruce a Dubai (Emirati Arabi Uniti) nel 2003 sotto il nome di Amongst Us, modificato velocemente in End of Reason per giungere infine al definitivo Asking Alexandria nel 2006. Il gruppo, la cui formazione originaria era composta da componenti totalmente differenti da quella che si sarebbe costituita nel 2008, ha autoprodotto e pubblicato un EP intitolato Tomorrow.Hope.Goodbye, a cui ha fatto seguito l'album The Irony of Your Perfection, distribuito dalla Hangmans Joke.
Dopo essersi reso conto che non sarebbe stato in grado di ottenere un successo internazionale a Dubai, Bruce si è trasferito a Nottingham (Inghilterra), causando lo scioglimento del gruppo. In quest'ultima città, nel 2008 il chitarrista conobbe il cantante Danny Worsnop, con il quale condivideva l'appartamento a York.
Verso la fine del 2008 sono stati reclutati in formazione James Cassells alla batteria, Joe Lancaster al basso, Cameron Liddell alla chitarra ritmica e Ryan Binns alla tastiera; quest'ultimo ha abbandonato il gruppo dopo poco tempo, seguito da Lancaster nel gennaio 2009, quest'ultimo sostituito da Sam Bettley; Lancaster sarebbe successivamente entrato nei With One Last Breath.
Durante i cambi di formazione, Bruce ha preferito mantenere lo stesso nome del gruppo, in quanto non voleva perdere ulteriore tempo per sceglierne uno nuovo, specificando tuttavia che i due gruppi, nonostante il nome univoco, sono due entità distinte.

### Stand Up and Scream(2009-2010)

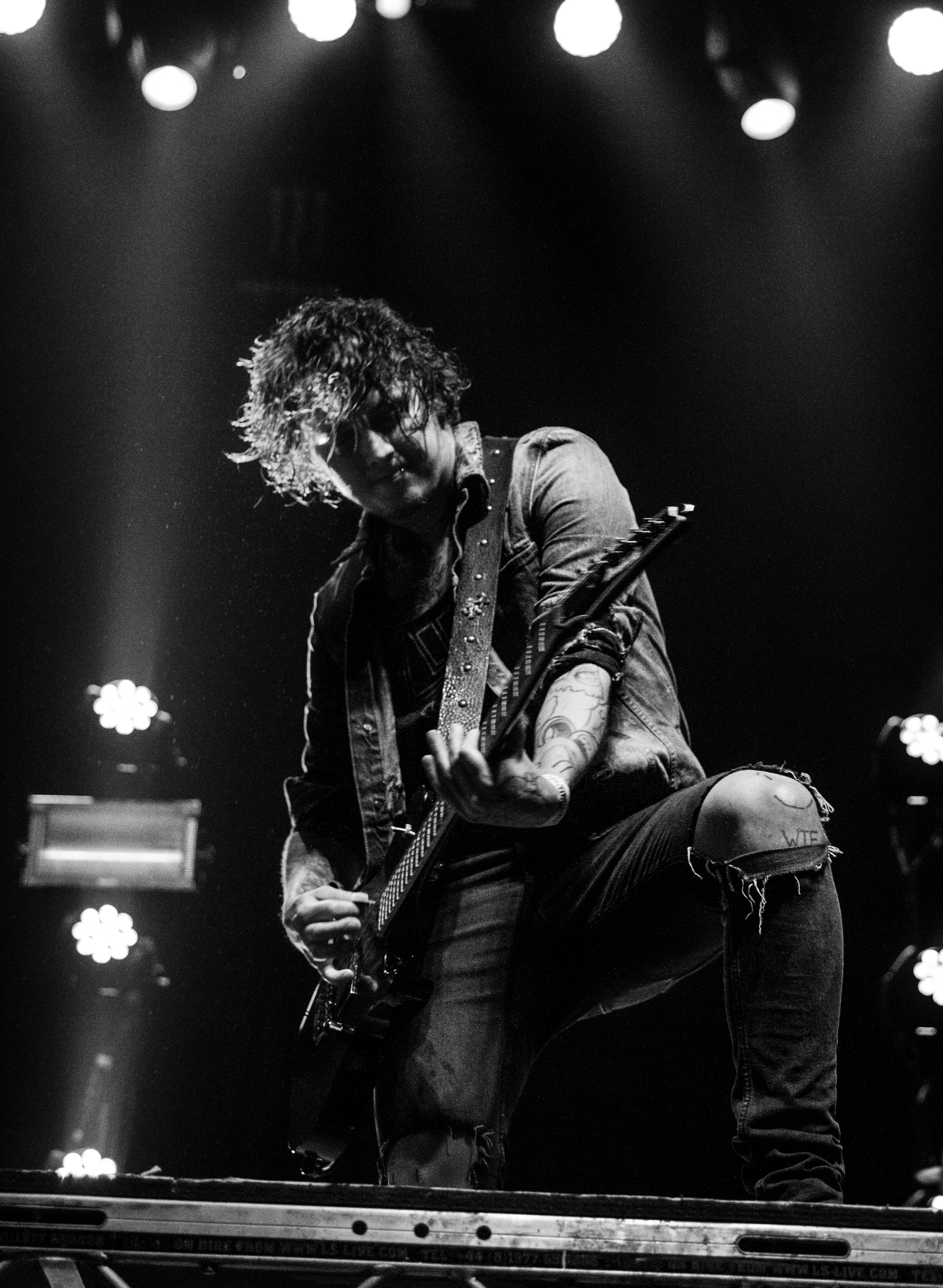
Ben Bruce

Durante la primavera del 2009 il gruppo ha registrato materiale per il primo album in studio sotto la produzione di Joey Sturgis. Dopo aver firmato un contratto con la Sumerian Records, gli Asking Alexandria hanno pubblicato il loro album di debutto, intitolato Stand Up and Scream, il 15 settembre dello stesso anno. Il disco si è classificato soltanto negli Stati Uniti d'America, raggiungendo la quarta posizione nella Heatseekers Albums e la posizione 29 nella Independent Albums. Per promuovere il disco, gli Asking Alexandria si sono esibiti come gruppo di apertura in ottobre per gli Evergreen Terrace insieme ai For the Fallen Dreams e agli Unholy, e tra novembre e dicembre per gli Alesana insieme a From First to Last, The Word Alive e Memphis May Fire.
Gli Asking Alexandria hanno continuato ad esibirsi negli Stati Uniti d'America come gruppo principale nel marzo 2010, affiancato da gruppi come We Came as Romans, From First to Last, Our Last Night e A Bullet for Pretty Boy. Tra marzo e aprile il gruppo ha supportato gli Attack Attack! insieme ai Breathe Carolina, I See Stars e Bury Tomorrow, mentre tra aprile e maggio si sono esibiti in Europa come gruppo di supporto dei Dance Gavin Dance insieme con gli In Fear and Faith; tra il 16 luglio e il 14 agosto, il gruppo è tornato nel continente americano come gruppo principale in occasione del Thrash & Burn Tour 2010, affiancati da gruppi quali Born of Osiris, Kittie e Stick to Your Guns.

### Reckless & Relentless(2010-2012)

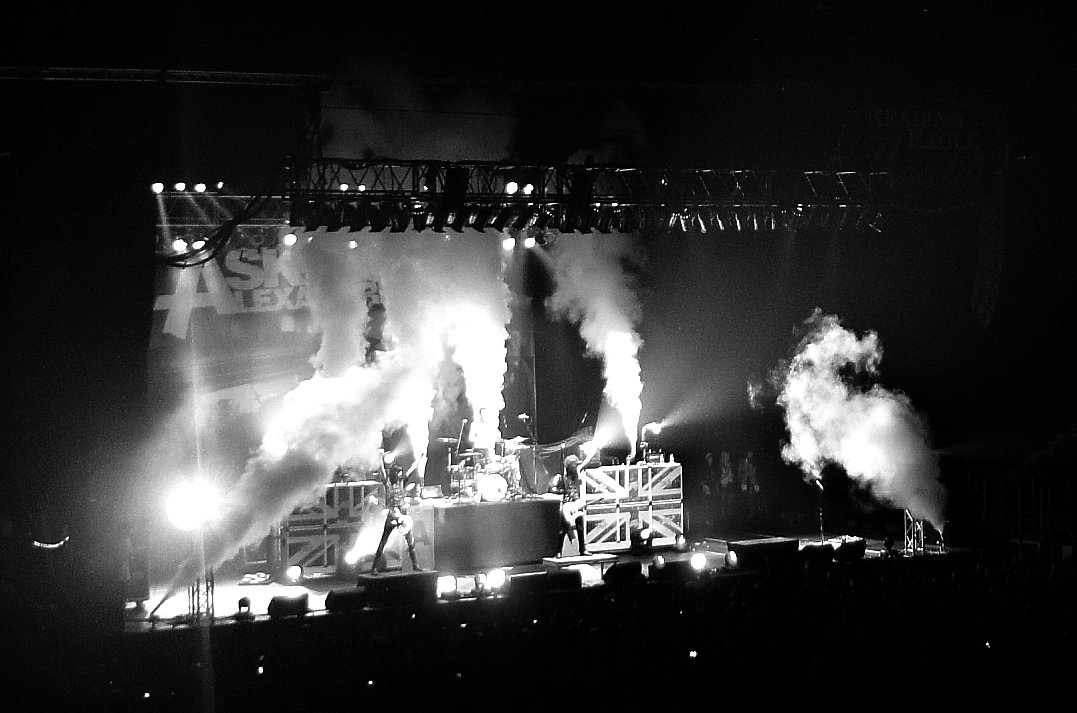
Gli Asking Alexandria in concerto al Reading Festival nel novembre 2011

Terminati i vari tour, nel 2010 gli Asking Alexandria hanno realizzato e pubblicato una reinterpretazione del singolo di Akon Right Now (Na Na Na), pubblicata all'interno della raccolta Punk Goes Pop 3. Nello stesso anno il gruppo ha annunciato la pubblicazione di un EP/DVD in edizione limitata, intitolato Life Gone Wild e distribuito dal 21 dicembre 2010 esclusivamente su Hot Topic; il materiale audio è costituito da alcune cover realizzate dal gruppo nel corso del 2010 e dal brano inedito Breathless, mentre il DVD racchiude tre video pubblicati dal gruppo durante la promozione di Stand Up and Scream.
Il gruppo ha inoltre annunciato la pubblicazione di un album di remix, intitolato Stepped Up and Scratched, annunciato inizialmente come una versione remix del loro album di debutto e che sarebbe stato pubblicato nel gennaio 2011; la pubblicazione dell'album è stata successivamente rinviata a novembre 2011 e ha incluso anche i remix dei brani del secondo album in studio del gruppo.

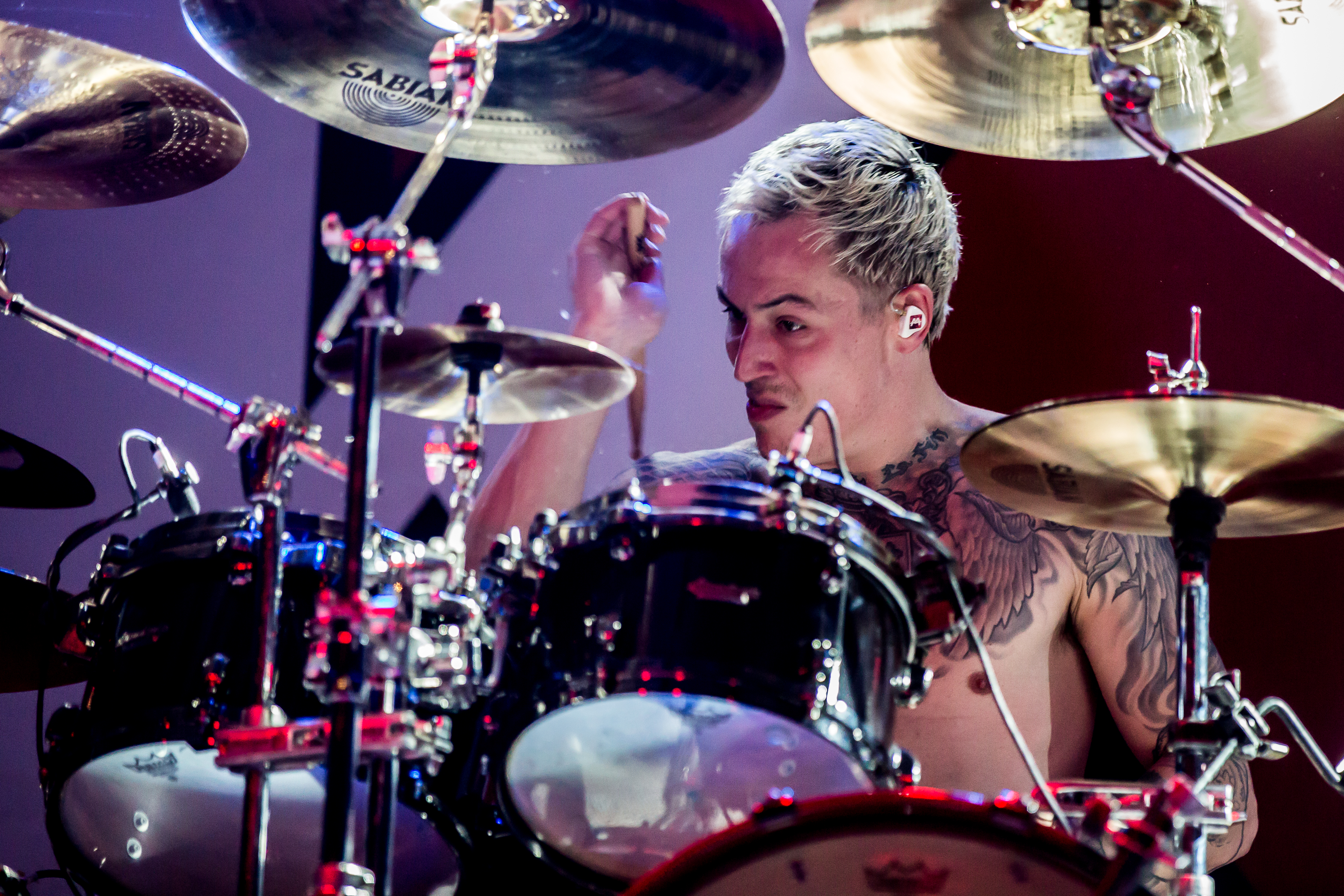
James Cassells

Il 4 aprile 2011 il gruppo ha pubblicato il secondo album in studio Reckless & Relentless anticipato a metà febbraio dal singolo Morte et dabo. Questa volta, l'album si è classificato anche nel Regno Unito, debuttando alla settima posizione nella Official Rock & Metal Chart, e in Australia, classificandosi al 30º posto nella ARIA Charts. In quest'ultimo paese, il gruppo si è esibito al Soundwave 2011 Festival tra la fine di febbraio e l'inizio di marzo. Tra aprile e maggio il gruppo si è esibito nel Regno Unito insieme agli Of Mice & Men e ai Chelsea Grin, per poi partecipare all'annuale Warped Tour a luglio. Durante il mese di novembre 2011 il gruppo ha preso parte al World War III Tour insieme agli Hollywood Undead; entrambi i gruppi hanno successivamente supportato gli Avenged Sevenfold tra gli ultimi giorni di novembre e la prima metà di dicembre.
Il 1º maggio 2012 gli Asking Alexandria hanno pubblicato il trailer di un cortometraggio intitolato Through Sin + Self Destruction e previsto inizialmente per il 15 dello stesso mese; pubblicato successivamente il 28 giugno dello stesso anno, il film mostra uno «sguardo controverso ed incensurato nella vita reale di una nuova era di rockstar per le generazioni di oggi» e contiene una trilogia di tre video estratti da Reckless and Relentless, ovvero la title track, To the Stage e Dear Insanity.

### From Death to Destiny(2012-2014)

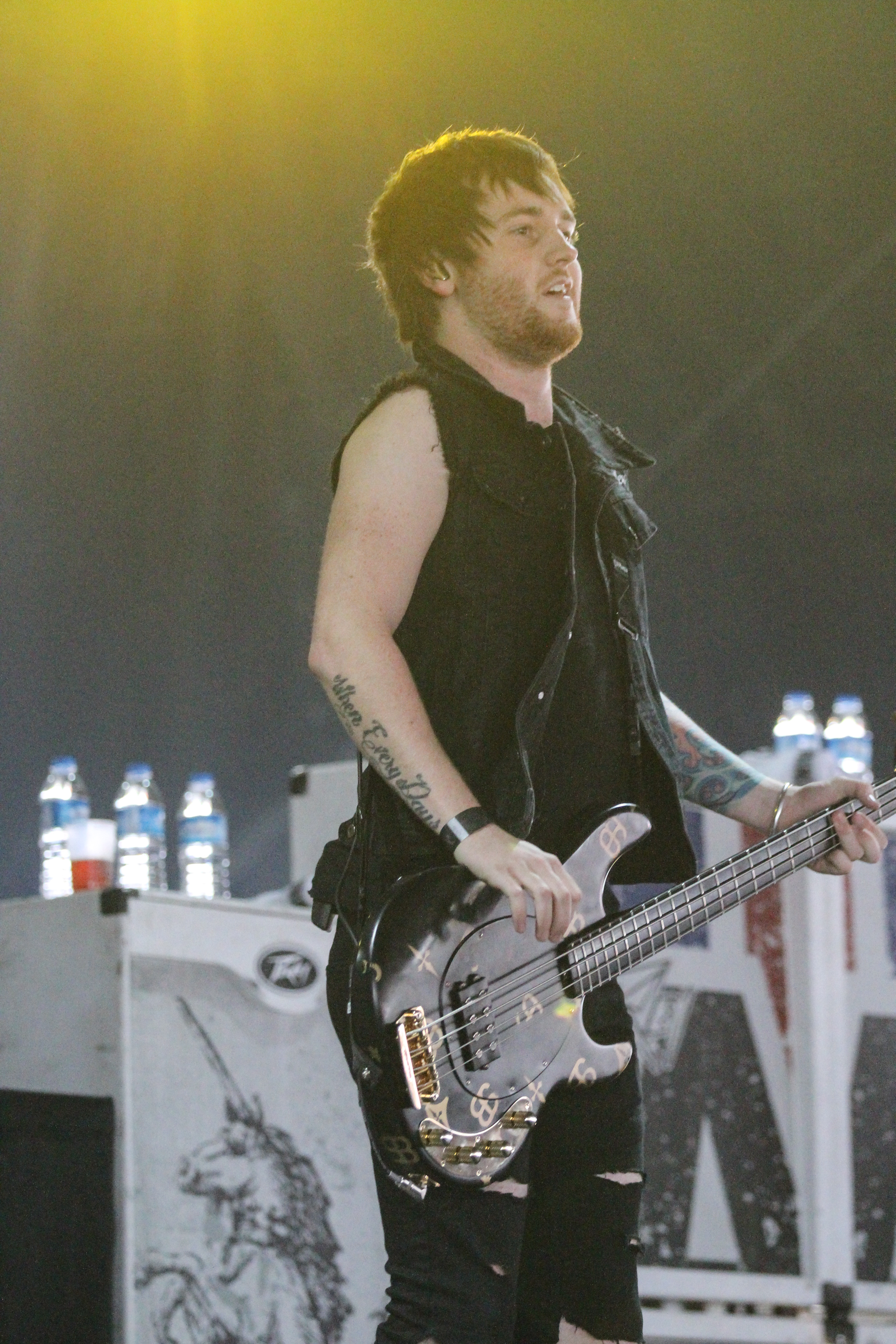
Sam Bettley

Il 13 agosto 2012 gli Asking Alexandria hanno reso disponibile per il download gratuito un nuovo singolo intitolato Run Free, pubblicato attraverso una promozione con Axe. In un'intervista concessa a Guitar World il 1º ottobre 2012, Ben Bruce ha affermato che il terzo album avrebbe contenuto «un sacco di riff pesanti» rispetto ai «ritmi e breakdown» che hanno caratterizzato i due album precedenti; il chitarrista ha inoltre descritto l'album come simile «ai vecchi Slipknot», caratterizzato da ritornelli e interludi «sullo stile dei Mötley Crüe». Il 23 ottobre invece è stato rivelato che il terzo album in studio sarebbe stato caratterizzato da melodie più radiofoniche rispetto al passato; al riguardo, Bruce ha commentato:
 Il chitarrista ha inoltre spiegato che l'album avrebbe contenuto 13-15 brani, sei dei quali saranno radiofonici, ma ha voluto precisare che in esso saranno presenti i riff e gli scream caratteristici dei primi due album.

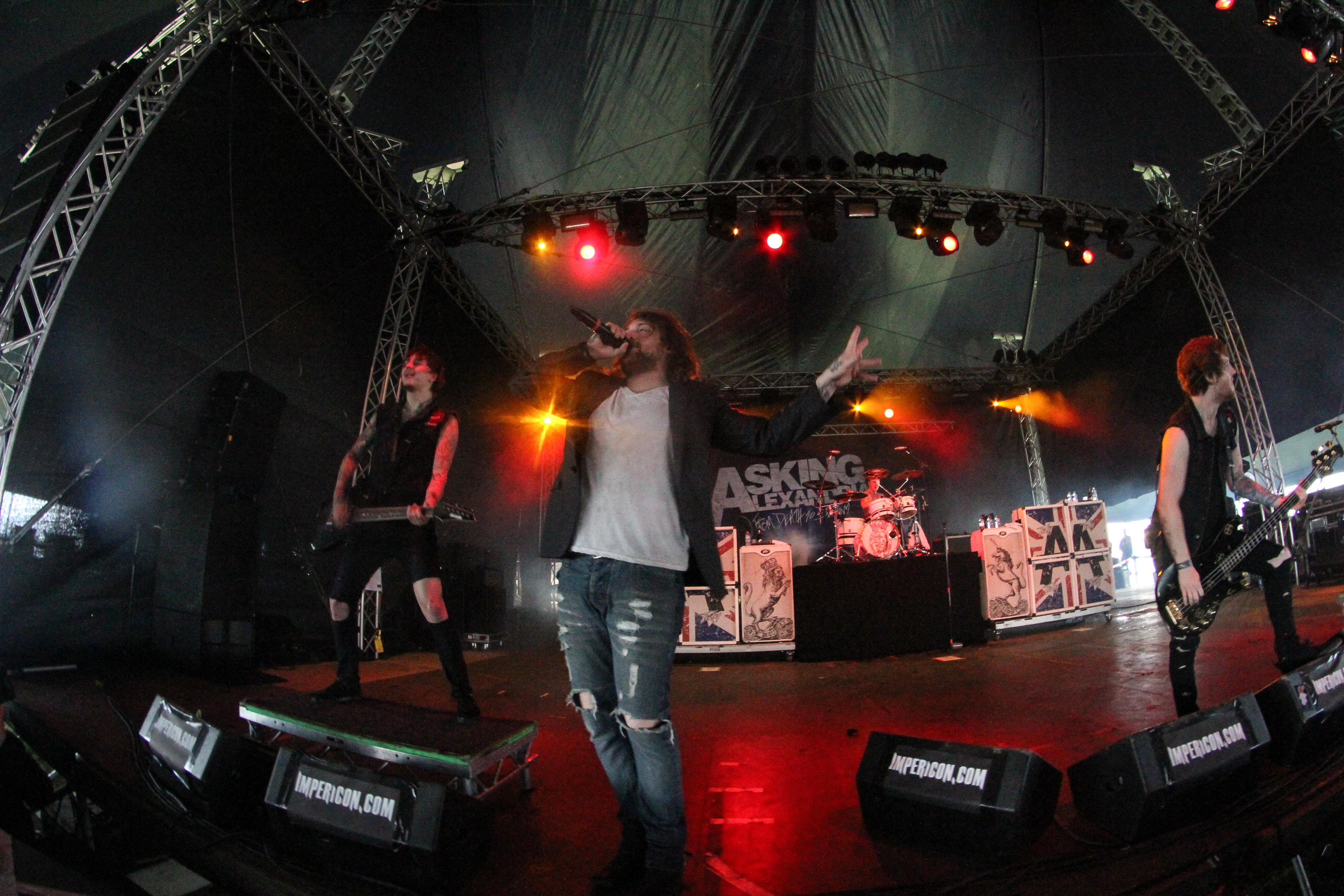
Gli Asking Alexandria al With Full Force 2013

Il 30 novembre 2012 il gruppo ha annunciato la pubblicazione del secondo EP Under the Influence: A Tribute to the Legends of Hard Rock, distribuito esclusivamente con un'iscrizione alla rivista Revolver. In esso sono presenti quattro cover di vari artisti e l'inedito Run Free, successivamente reso disponibile per l'acquisto a partire dal 4 dicembre dello stesso anno.

Il 9 febbraio 2013 Ben Bruce, intervistato da Metal Trails Music Magazine, ha fornito una descrizione relativa alla direzione lirica dell'album:
 Il 3 marzo il cantante Danny Worsnop ha pubblicato una foto su Instagram rivelando che l'album è stato completato insieme alla lista tracce originaria. Il 28 marzo la Sumerian Records ha reso disponibile per l'ascolto attraverso il proprio canale YouTube il singolo apripista dell'album, ovvero The Death of Me, annunciando inoltre il titolo del terzo album in studio del gruppo, From Death to Destiny. Affiancato dalla versione "Rock Mix", The Death of Me è stato pubblicato per il download digitale a partire dal 16 aprile, mentre il video della versione Rock Mix è stato pubblicato il 22 luglio.

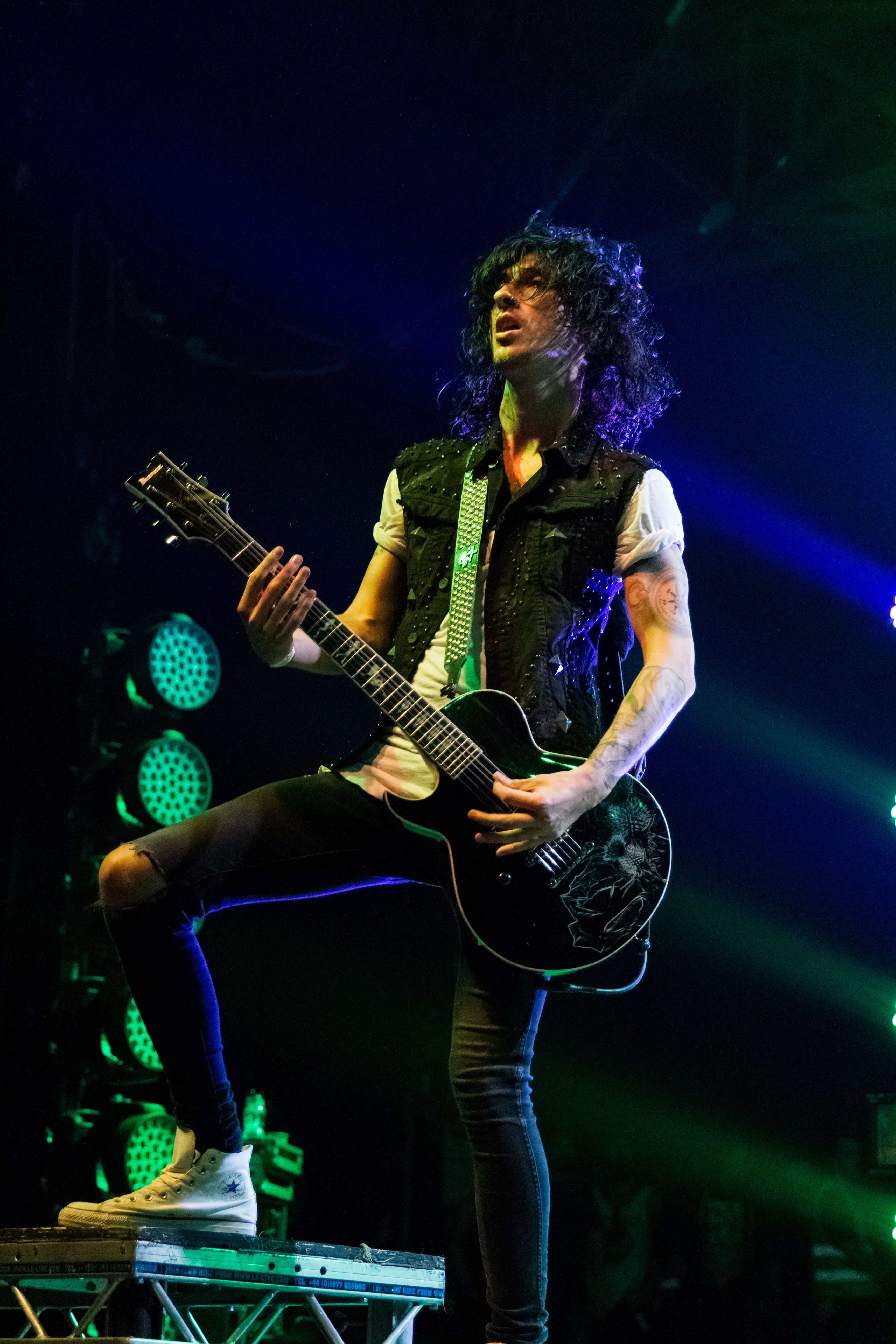
Cameron Liddell

From Death to Destiny è stato pubblicato il 6 agosto e ha debuttato alla quinta posizione della classifica statunitense degli album, il punto più alto mai raggiunto dal gruppo. Ad esso ha fatto seguito un tour negli Stati Uniti d'America tra settembre e ottobre, supportando i Korn per tutte le date, mentre nel mese di ottobre hanno intrapreso il From Death to Destiny Tour, svoltosi anch'esso nel continente americano. Il 6 novembre il gruppo ha pubblicato il video di Killing You, estratto come secondo singolo il 17 dicembre.
Il 25 febbraio 2014 gli Asking Alexandria hanno pubblicato la propria reinterpretazione di Closer to God dei Nine Inch Nails, pubblicato come singolo apripista della raccolta Punk Goes 90's 2 della serie Punk Goes.... Tra marzo ed aprile il gruppo ha intrapreso il Break Down the Walls Tour, affiancati da August Burns Red, We Came as Romans, Crown the Empire e Born of Osiris. Il 3 giugno è stato invece pubblicato per il download digitale il terzo singolo Break Down the Walls, a cui ha fatto seguito il 29 luglio il quarto ed ultimo singolo Moving On; per esso è stato realizzato un video, diffuso il 28 agosto attraverso il canale YouTube della Sumerian Records.

Il 17 novembre 2014 è stata annunciata la pubblicazione del primo DVD del gruppo, intitolato Live from Brixton and Beyond. Uscito il 15 dicembre dello stesso anno, esso è costituito da due DVD: il primo racchiude l'intera esibizione del gruppo al Brixton Academy di Londra e il relativo dietro le quinte, mentre il secondo racchiude il concerto tenuto al The Wiltern di Los Angeles, tutti i video pubblicati dal gruppo dagli esordi e il cortometraggio Through Sin and Self-Destruction. Riguardo a questa pubblicazione, Bruce ha commentato:

### Periodo con Denis Stoff,The Black(2015-2016)

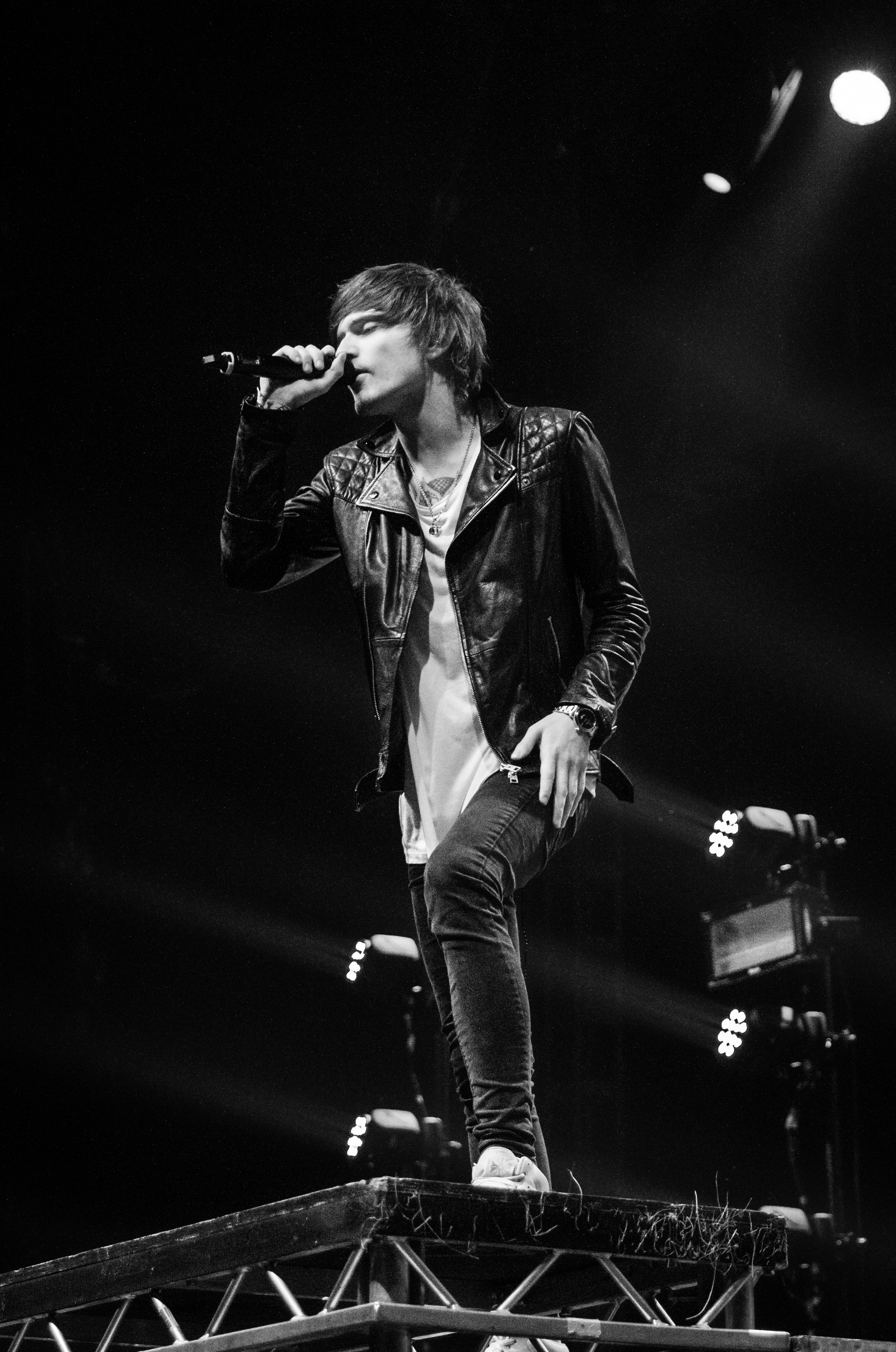
Denis Stoff

Il 22 gennaio 2015 Danny Worsnop ha rivelato il suo addio dagli Asking Alexandria, proseguendo i suoi impegni con i We Are Harlot:
 Nello stesso giorno, Ben Bruce ha confermato l'abbandono di Worsnop attraverso la pagina Facebook del gruppo, aggiungendo che continueranno comunque ad esibirsi in tour e che sono al lavoro per il loro quarto album in studio.
Il 27 maggio 2015 gli Asking Alexandria hanno annunciato l'entrata in formazione del cantante Denis Stoff, ex frontman del gruppi metalcore Make Me Famous e Down & Dirty; in concomitanza con l'annuncio, il gruppo ha presentato un nuovo singolo, intitolato I Won't Give In, seguito il 25 settembre dello stesso anno da un secondo singolo intitolato Undivided. Il 24 dicembre 2015 i membri del gruppo hanno pubblicato sui loro rispettivi social network la copertina del quarto album in studio, il cui titolo è The Black. Pubblicato il 25 marzo 2016, l'uscita dell'album è stata preceduta dai video dei brani The Black, Let It Sleep e Here I Am, resi disponibili attraverso il canale YouTube della Sumerian Records tra il 1º febbraio e il 25 maggio 2016.

### Ritorno di Worsnop, album omonimo (2016-2019)
Il 20 ottobre 2016 è stato rivelato che Denis Stoff è stato allontanato dal gruppo a causa dell'impossibilità dei restanti componenti di contattarlo nei due mesi precedenti. A ricoprire il posto di cantante è stato Danny Worsnop, ritornato in formazione dopo oltre un anno di assenza.
Il primo concerto con la formazione originaria ha visto l'esclusione di tutti i brani tratti da The Black e l'inclusione di vecchi brani che non venivano eseguiti da diversi anni. Il 21 settembre 2017 il gruppo ha pubblicato per il download digitale il singolo Into the Fire, che ha anticipato l'uscita del quinto album in studio, Asking Alexandria, pubblicato il 15 dicembre dello stesso anno.
Il 24 aprile 2018 è stato pubblicato il secondo singolo Alone in a Room, per il quale è stato realizzato un video musicale diffuso il successivo 25 maggio e che funge da prequel a quello di Into the Fire. Il 15 dicembre è stato invece reso disponibile il video di Vultures, estratto in seguito come terzo ed ultimo singolo dal disco.
Il 27 dicembre 2019 gli Asking Alexandria hanno pubblicato per il download digitale l'edizione deluxe dell'album, contenente sei bonus track.

### Like a House on Fire(2019-2020)
Il 10 luglio 2019 gli Asking Alexandria hanno reso disponibile il singolo The Violence, accompagnato nel medesimo giorno da un cortometraggio di oltre sette minuti diretto da Jensen Noen. Il mese seguente Ben Bruce ha rivelato che il gruppo ha completato il sesto album in studio, spiegando che avrebbe potuto «pubblicarlo domani» ma a causa delle pressioni dell'etichetta discografica, ancora propensa a promuovere il precedente Asking Alexandria, la sua uscita è stata rinviata.
Intitolato Like a House on Fire, l'album è stato pubblicato il 15 maggio 2020 e si discosta fortemente dai precedenti dischi a causa delle sonorità prevalentemente pop rock e di alcuni brani di natura più sperimentale, tra cui I Don't Need You, realizzato con la cantante britannica Grace Grundy. Nel periodo antecedente alla sua uscita, gli Asking Alexandria hanno reso disponibile alcuni brani. Il primo di essi è stato il singolo They Don't Want What We Want (And They Don't Care), presentato il 13 febbraio 2020 insieme al relativo lyric video; a seguire è stato il terzo singolo Antisocialist, uscito il 4 marzo insieme al video ufficiale, mentre il 15 aprile è stata la volta del lyric video di Down to Hell, terza traccia dell'album.

### See What's on the Inside(2021-2022)
Nel giugno 2021 il gruppo ha rivelato di aver abbandonato la Sumerian Records dopo oltre 11 anni di collaborazione firmando un nuovo contratto discografico con la statunitense Better Noise Music. La prima pubblicazione a seguito del cambio di etichetta è stato il singolo Alone Again, presentato il 20 agosto dello stesso anno; in tale data è stato annunciato anche il settimo album See What's on the Inside, la cui uscita è avvenuta il 1º ottobre.
Composto da undici brani, il disco si caratterizza per un ritorno verso sonorità più hard rock e arena rock, accantonando di fatto le sperimentazioni affrontate nel precedente Like a House on Fire. Risulta inoltre la prima pubblicazione dai tempi di Reckless & Relentless in cui tutti i componenti della formazione hanno partecipato attivamente ai processi di scrittura e composizione.
Per la sua promozione gli Asking Alexandria hanno pubblicato un video per la quarta traccia Never Gonna Learn, oltre ad aver intrapreso una tournée statunitense in qualità artista di supporto agli A Day to Remember per il loro The Re-Entry Tour, svoltosi tra settembre e novembre dello stesso anno. Nella primavera del 2022 si sono esibiti in Europa attraverso il See What's on the Inside World Tour 2022, passando nuovamente negli Stati Uniti d'America tra maggio e giugno per una tourné congiunta ai Nothing More.
Nel 2022 hanno preso parte alla realizzazione della colonna sonora del film The Retaliators con una nuova versione di Faded Out che ha visto la partecipazione dei Within Temptation (e pubblicata come singolo il 20 maggio) e The Retaliators Theme Song (21 Bullets), realizzato insieme a Mötley Crüe, Ice Nine Kills e From Ashes to New. Nello stesso anno è inoltre uscita l'edizione deluxe di See What's on the Inside, che figura come tracce bonus gli inediti tratti da Never Gonna Learn EP e alcuni brani rivisitati in chiave acustica.

### Where Do We Go from Here?e abbandono di Bruce (2023-presente)
Il 12 maggio 2023 gli Asking Alexandria hanno pubblicato il singolo Dark Void, che ha segnato un ritorno verso sonorità più pesanti con screaming di Worsnop e riff in accordatura grave, pur mantenendo la struttura melodica delle pubblicazioni più recenti. Ad esso è seguito come secondo singolo Psycho, accompagnato dalla b-side Bad Blood.
I tre brani sono stati inclusi nella lista tracce dell'ottavo album Where Do We Go from Here?, il cui titolo è stato rivelato da Worsnop nel corso di un'intervista concessa a Guitar Interactive. Uscito il 25 agosto, il disco è stato nuovamente prodotto da Matt Good e presenta undici brani caratterizzati da tematiche orientate su disincanto, perdita, ansia e abbattimento.
Il 19 gennaio 2024 Ben Bruce ha annunciato il proprio abbandono dal gruppo al fine di concentrarsi sulla propria famiglia, dopo essere stato assente durante tutto il tour 2023.

## Stile musicale
La musica degli Asking Alexandria nei primi anni di carriera è stata principalmente legata al metalcore, con influenze che spaziano tra la musica elettronica, il post-hardcore e lo screamo; il secondo album Reckless & Relentless, in particolare, si caratterizza per sonorità più vicine all'electronicore.
A partire dal terzo album From Death to Destiny il quintetto britannico ha abbandonato in gran parte lo stile degli esordi per avvicinarsi a sonorità hard rock influenzate dal post-grunge, con la maggior parte degli elementi elettronici rimpiazzati da strumenti ad arco, un maggior uso di un cantato melodico da parte di Worsnop e la rimozione dei breakdown in favore di strutture più vicine alla forma canzone. Il successivo The Black (l'unico con Stoff alla voce) ha visto un ritorno alle sonorità più pesanti degli esordi, pur avendo al suo interno anche brani più melodici. L'omonimo Asking Alexandria, che ha segnato il ritorno di Worsnop, prosegue quanto lasciato dal gruppo con From Death to Destiny, con brani tipicamente hard rock dotati di strutture pop; fa eccezione il brano Eve, più legato al metalcore degli esordi. L'hard rock viene ripreso nei successivi Like a House on Fire e See What's on the Inside, il primo dei quali caratterizzato anche da sperimentazioni con sonorità contemporary R&B, pop rock ed elettropop.

## Formazione
Attuale
- Danny Worsnop – voce, chitarra occasionale (2008-2015, 2016-presente)
- Cameron Liddell – chitarra (2008-presente)
- Sam Bettley – basso (2009-presente)
- James Cassells – batteria (2008-presente)

Turnisti
- Paul Bartolomé – chitarra, cori, voce death (2023-presente)

Ex componenti
- Ryan Binns – tastiera, sintetizzatore (2008)
- Joe Lancaster – basso (2008-2009)
- Denis Stoff – voce (2015-2016)
- Ben Bruce – chitarra, voce (2008-2024)

## Discografia

### Album in studio
- 2009 – Stand Up and Scream
- 2011 – Reckless & Relentless
- 2013 – From Death to Destiny
- 2016 – The Black
- 2017 – Asking Alexandria
- 2020 – Like a House on Fire
- 2021 – See What's on the Inside
- 2023 – Where Do We Go from Here?

### Album di remix
- 2011 – Stepped Up and Scratched

## Videografia
- 2014 – Live from Brixton and Beyond